# レフティ・ゴメス
レフティ・ゴメス（Lefty Gomez、本名：バーノン・ルイ・ゴメス（Vernon Louis Gomez）、1908年11月26日 - 1989年2月17日）は、1930年代 - 1940年代に活躍したメジャーリーグベースボール選手（投手）。カリフォルニア州コントラコスタ郡ロデオ生まれ。左投げ左打ち。背番号は『11』。
"Lefty"（レフティ）以外の愛称は"Goofy"（グーフィー）、またはスペイン語読みの"El Goofo"（エル・グーフォ）とも。また日本では“レフティ・ゴーメッツ”とも呼ばれた。
投手三冠を2度獲得した1930年代ヤンキースの主軸投手。

## 経歴
1928年にプロとしてのキャリアをスタートさせる。1929年8月27日にAA級（当時）のサンフランシスコ・シールズから金銭トレードでニューヨーク・ヤンキースに移籍。1930年4月29日の対ワシントン・セネタース戦（グリフィス・スタジアム）でメジャーデビュー。同年は2勝5敗と活躍できなかったが、持ち前の剛速球を武器に1931年に21勝、1932年に24勝を挙げ、ヤンキースの主力先発投手となった。シカゴ･カブスと対戦した同年のワールドシリーズでも、相手を1点に抑える完投勝利を収め、ワールドシリーズ制覇に貢献した。更に1933年には最多奪三振投手となり、1934年には26勝5敗、奪三振158、防御率2.33の成績で投手三冠を獲得する。この年のオフは日米野球に参加し、ベーブ・ルースらと共に訪日し、日本各地で5試合に登板した。
1935年と1936年はやや調子を落とすも、1937年には21勝11敗、奪三振194、防御率2.33で2度目の投手三冠に輝いた。ヤンキースでは1939年までほぼフルシーズンで登板し、1932年以降は7年連続でのMLBオールスターゲーム出場と、5度のワールドシリーズ制覇を果たしている。MLBオールスターゲームでは通算3勝、ワールドシリーズの通算成績は7試合登板して6勝負けなし、防御率2.86、31奪三振と、大舞台に強い投手でもあった。なお、1933年に始まったMLBオールスターゲーム史上で、最初の打点を記録したのもゴメスである。
ヤンキースには1942年まで在籍、翌1943年にワシントン・セネタースに移籍するも、1試合投げただけで現役を引退した。ゴメスは現役時代の様々なジョーク（後述）で知られていたことから、引退後もディナーショー等で現役時代の出来事を面白おかしく語ってほしいという依頼が後を絶たなかったという。
1972年にベテランズ委員会がアメリカ野球殿堂入り選手に選出、1987年にヤンキー・スタジアムのモニュメント・パークにゴメスの額を飾るセレモニーが行われた。1989年2月17日にカリフォルニア州にて80歳で死去。
投手としての球種はスローカ－ブ（米書「guide to pitchers」より）。

### 冗談の数々
現役時代のいくつかの突拍子もない冗談でもよく知られている。剛速球投手ボブ・フェラーが登板したある試合では、打席に立つ際に顔の前でマッチをすった。球審が何のつもりか聞いたところ、「今日は霧が濃いから、（ぶつけられないように）フェラーに顔の場所を知らせておきたかったのさ」と答えたという。
また1937年の別の試合で、打者の打ったピッチャーゴロを取ったゴメスは併殺のため二塁ベースに入った遊撃手のフランク・クロセッティではなく、プレーに全然関わっていなかった二塁手のトニー・ラゼリに送球した。ラゼリがなぜそんなことをしたか聞くと、ゴメスは「君は賢い選手だと聞いてたから、もしプレーしていない時にボールをもらったら何をするか、見てみたかったんだ」と答えたという。ゴメスのプレーに怒り心頭に発しマウンドに駆け寄った監督のジョー・マッカーシーに対しても、ゴメスは『二塁手も遊撃手も両方イタリア人だったから、どっちに投げたらいいか分からなくなった』ととぼけて見せた。この時マッカーシーはセンターを指差し、「（同じくイタリア系の）ジョー・ディマジオがお前の目に入らなくてラッキーだったよ！」と返したという。

## 詳細情報

### 年度別投手成績
| 年 度      | 球 団      | 登 板 | 先 発 | 完 投 | 完 封 | 無 四 球 | 勝 利 | 敗 戦 | セ 丨 ブ | ホ 丨 ル ド | 勝 率 | 打 者 | 投 球 回 | 被 安 打 | 被 本 塁 打 | 与 四 球 | 敬 遠 | 与 死 球 | 奪 三 振 | 暴 投 | ボ 丨 ク | 失 点 | 自 責 点 | 防 御 率 | W H I P |
| ---------- | ---------- | ----- | ----- | ----- | ----- | -------- | ----- | ----- | -------- | ----------- | ----- | ----- | -------- | -------- | ----------- | -------- | ----- | -------- | -------- | ----- | -------- | ----- | -------- | -------- | ------- |
| 1930       | NYY        | 15    | 6     | 2     | 0     |          | 2     | 5     | 1        | --          | .286  | 273   | 60.0     | 66       | 12          | 28       | --    | 1        | 22       | 0     | 0        | 41    | 37       | 5.55     | 1.57    |
| 1931       | NYY        | 40    | 26    | 17    | 1     |          | 21    | 9     | 3        | --          | .700  | 1013  | 243.0    | 206      | 7           | 85       | --    | 4        | 150      | 1     | 0        | 88    | 72       | 2.67     | 1.20    |
| 1932       | NYY        | 37    | 31    | 21    | 1     |          | 24    | 7     | 1        | --          | .774  | 1149  | 265.1    | 266      | 23          | 105      | --    | 2        | 176      | 0     | 0        | 140   | 124      | 4.21     | 1.40    |
| 1933       | NYY        | 35    | 30    | 14    | 4     |          | 16    | 10    | 2        | --          | .615  | 1027  | 234.2    | 218      | 16          | 106      | --    | 0        | 163      | 6     | 0        | 108   | 83       | 3.18     | 1.38    |
| 1934       | NYY        | 38    | 33    | 25    | 6     |          | 26    | 5     | 2        | --          | .839  | 1142  | 281.2    | 223      | 12          | 96       | --    | 0        | 158      | 3     | 0        | 86    | 73       | 2.33     | 1.13    |
| 1935       | NYY        | 34    | 30    | 15    | 2     |          | 12    | 15    | 1        | --          | .444  | 1030  | 246.0    | 223      | 18          | 86       | --    | 2        | 138      | 8     | 0        | 104   | 87       | 3.18     | 1.26    |
| 1936       | NYY        | 31    | 30    | 10    | 0     |          | 13    | 7     | 0        | --          | .650  | 858   | 188.2    | 184      | 6           | 122      | --    | 1        | 105      | 2     | 0        | 104   | 92       | 4.39     | 1.62    |
| 1937       | NYY        | 34    | 34    | 25    | 6     |          | 21    | 11    | 0        | --          | .656  | 1148  | 278.1    | 233      | 10          | 93       | --    | 1        | 194      | 2     | 0        | 88    | 72       | 2.33     | 1.17    |
| 1938       | NYY        | 32    | 32    | 20    | 4     |          | 18    | 12    | 0        | --          | .600  | 1034  | 239.0    | 239      | 7           | 99       | --    | 1        | 129      | 5     | 0        | 110   | 89       | 3.35     | 1.41    |
| 1939       | NYY        | 26    | 26    | 14    | 2     |          | 12    | 8     | 0        | --          | .600  | 831   | 198.0    | 173      | 11          | 84       | --    | 3        | 102      | 3     | 0        | 80    | 75       | 3.41     | 1.30    |
| 1940       | NYY        | 9     | 5     | 0     | 0     | 0        | 3     | 3     | 0        | --          | .500  | 134   | 27.1     | 37       | 2           | 18       | --    | 1        | 14       | 3     | 0        | 20    | 20       | 6.59     | 2.01    |
| 1941       | NYY        | 23    | 23    | 8     | 2     |          | 15    | 5     | 0        | --          | .750  | 712   | 156.1    | 151      | 10          | 103      | --    | 1        | 76       | 5     | 0        | 76    | 65       | 3.74     | 1.62    |
| 1942       | NYY        | 13    | 13    | 2     | 0     |          | 6     | 4     | 0        | --          | .600  | 355   | 80.0     | 67       | 4           | 65       | --    | 2        | 41       | 1     | 0        | 42    | 38       | 4.28     | 1.65    |
| 1943       | WHS2       | 1     | 1     | 0     | 0     | 0        | 0     | 1     | 0        | --          | .000  | 23    | 4.2      | 4        | 0           | 5        | --    | 0        | 0        | 0     | 0        | 4     | 3        | 5.79     | 1.93    |
| 通算：16年 | 通算：16年 | 368   | 320   | 173   | 28    |          | 189   | 102   | 10       | --          | .649  | 10729 | 2503.0   | 2290     | 138         | 1095     | --    | 19       | 1468     | 39    | 0        | 1091  | 930      | 3.34     | 1.35    |

- 各年度の太字はリーグ最高

### 獲得タイトル・記録
- 投手三冠：2回 （1934年、1937年）
- 最多勝：2回 （1934年、1937年）
- 最多奪三振：3回 （1933年、1934年、1937年）
- 最優秀防御率：2回 （1934年、1937年）
- ワールドシリーズ出場：5回 （1932年、1936年 - 1939年）
- MLBオールスターゲーム出場：7回 （1933年 - 1939年） - MLBオールスターゲーム通算3勝は、2014年現在史上最多